# 2323 Zverev
2323 Zverev (1976 SF2) là một tiểu hành tinh vành đai chính được phát hiện ngày 24 tháng 9 năm 1976 bởi N. Chernykh ở Nauchnyj.